# Asistencia al viajero

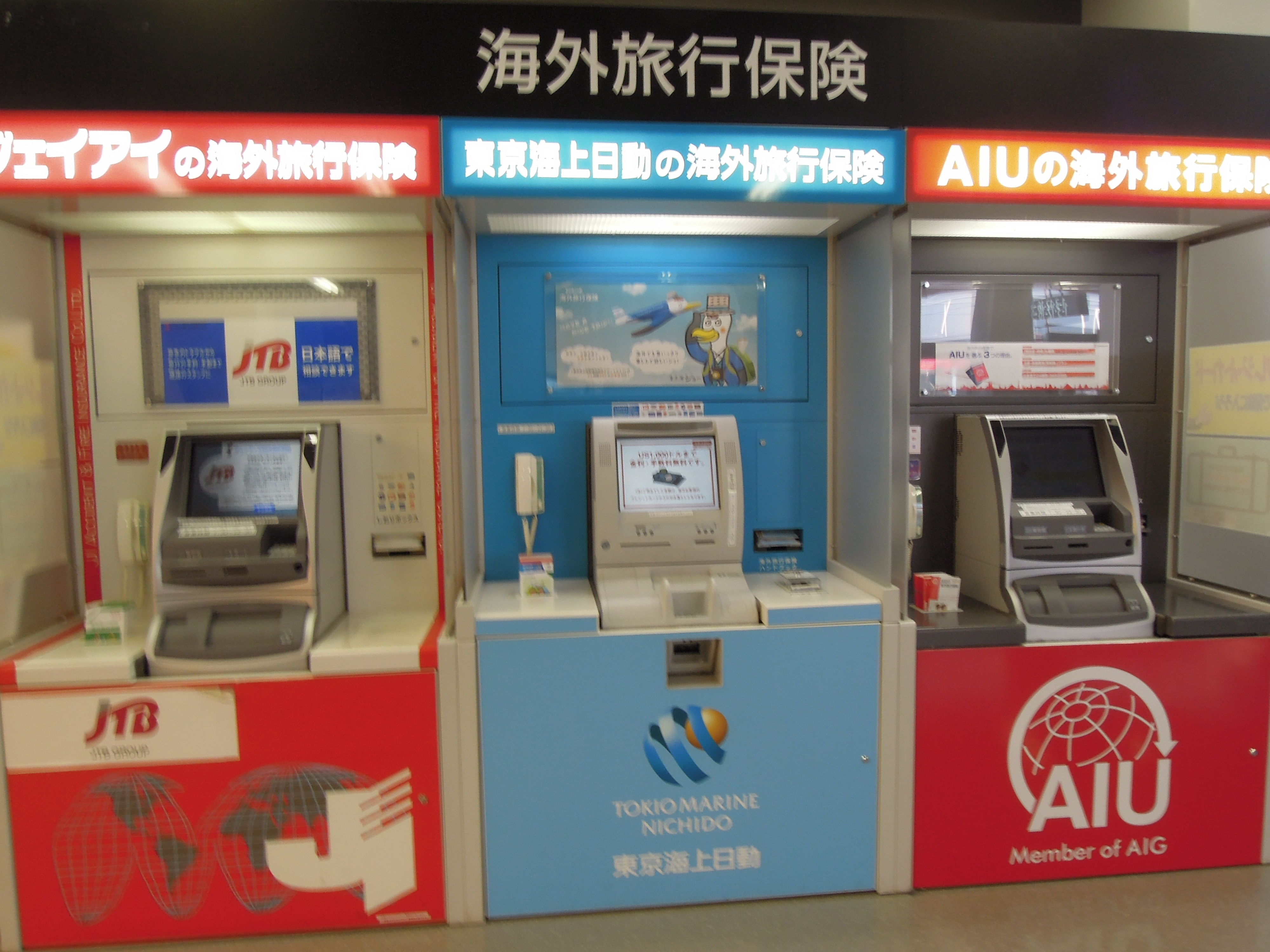
Máquina de venta de seguros de viaje en Japón

El Seguro de viaje o Asistencia al viajero son un conjunto de servicios ofrecidos por empresas de gestión de asistencia y/o entidades aseguradoras, en los cuales un equipo de profesionales actúa las 24 horas para solucionar cualquier inconveniente que se presente durante el viaje. Generalmente, estos inconvenientes suelen ser enfermedades o accidentes; aunque muchas empresas también ofrecen otros servicios como ser: asistencia legal, asistencia odontológica, medicamentos, indemnizaciones por pérdida de equipajes, repatriaciones, entre otras. 
Los servicios de asistencia al viajero normalmente no son gestionados por compañías de seguros, sino por compañías de asistencia al viajero. Cuando la asistencia al es prestada por una empresa de seguros toma el nombre de Seguro de viaje
En general, dentro de Latinoamérica es vista como un servicio, y no configura un “seguro”; la diferencia básica entre un seguro médico y el servicio de asistencia en viaje radica en la forma de prestación de las coberturas. Los productos son muy similares (pueden variar un poco en el monto de cobertura), las empresas de asistencia no tienen la obligación de ser compañías de seguros, y por ende, no están reguladas por la Superintendencia de Seguro o de Salud.

## Servicios usualmente prestados
Los servicios varían según la compañía aseguradora y el tipo de seguro de viaje a contratar. Aun así podemos identificar varios servicios básicos:
- Gastos médicos por enfermedad o accidente
- Gastos médicos por accidentes deportivos
- Medicamentos y odontología
- Traslados sanitarios
- Repatriacion sanitaria y de restos
- Indemnización por pérdida de equipaje
- Asistencia legal

En España, Alemania, Francia, Italia, Holanda, Rusia, China, Australia, Nueva Zelanda, Reino Unido, entre otros países, es obligatorio contar con un seguro de viaje para poder ingresar. La Unión Europea exige de forma obligatoria la contratación de un seguro de viaje denominado Seguro Schengen, que incluye una cobertura básica de 30.000 euros y repatriación sanitaria.